# 费边·马克西姆斯
昆图斯·法比乌斯·马克西穆斯·维尔鲁科苏斯（拉丁語：Quintus Fabius Maximus Verrucosus，尾名Verrucosus語意為「疣」，前3世紀—前203年），又譯昆图斯·费边·马克西穆斯·维尔鲁科苏斯，人稱“拖延者”（Cunctator），古罗马政治家、军事家。費邊曾五次当选为执政官（前233年、前228年、前215年、前214年和前209年），两次出任独裁官（前221年、前217年），并担任过监察官（前230年）。
费边以在第二次布匿战争中采用拖延战术对抗迦太基名將汉尼拔，挽救罗马于危难之中而著称于史册。费边也因创造过多项游击战术的运用方案而被称为“游击战之父”。

## 早期政治事业
費邊出身于罗马最显赫的贵族氏族之一的费边氏族，属于该氏族的马克西穆斯分支。他的祖父昆图斯·费边·马克西穆斯·古尔格斯（前292年的执政官）和父亲昆图斯·费边·马克西穆斯·古尔格斯（前265年的执政官，与父同名）都担任过执政官职务。普卢塔克说，童年时代的费边性情温顺、说话缓慢，以致于被称为“奥维库拉”（Ovicula），意为“羊羔一样的人”。不过这些性格上的弱点并没有阻碍費邊的政治事业，尤其是他还出身名门。
費邊于前233年第一次当选执政官。他在任上打败了利古里人（高卢人的一支），把他们赶进了阿尔卑斯山，因此被授予一次凯旋式。之后他又于前230年当选监察官，前228年第二次当选执政官。在这一时期，罗马与迦太基的关系日趋紧张，因为迦太基人在西班牙的扩张活动取得了巨大进展。但罗马还面临着更迫在眉睫的北方高卢人问题，因此无力在西班牙采取强硬立场。前226年，罗马向迦太基驻西班牙的军事统帅哈斯德魯巴（此人是汉尼拔的姐夫）派遣使团。双方签订了一项条约，根据该条约，罗马实际上默认了迦太基在西班牙的势力范围。这一妥协没有维持多长时间：前221年哈斯德鲁巴尔在打猎中被其奴隶所杀后，汉尼拔接手了他在西班牙的职务，并开始实行更具侵略性的政策。汉尼拔决心迫使罗马向迦太基宣战，遂于前219年率军越过伊伯鲁斯河（条约中规定的双方在西班牙的界河）进攻罗马人的盟友萨贡图姆城（今萨贡托）。罗马元老院得知此事后，派遣以费边为首的使团前往迦太基，要求对方解释汉尼拔的行动是否得到了迦太基元老院的授权。据李维记载，迦太基元老院用一段冗长的话表示他们拒绝对此事负责，而罗马人应该承认现状。这时费边折起了袍子的一角说道：“我们带来了和平与战争两种选择；你们自己选吧。”迦太基人用同样专横的态度回答：“你们罗马人自己挑。”于是费边放下袍子，说：“罗马选择战争。”迦太基人异口同声地回答：“我们接受；并且，我们还将以和接受时同样坚决的态度来实行它（指战争）。”费边立刻率领使团返回罗马，第二次布匿战争就这样开始。

## 第二次布匿战争
第二次布匿战争爆发后，汉尼拔出人意料地翻越阿尔卑斯山进攻意大利本土，完全打破了罗马人原有的战争计划（以两支军队分别进攻西班牙和迦太基本土）。汉尼拔不久即在特雷比亚战役和特拉西梅诺湖战役中取得了两次辉煌的胜利。罗马人在这两次战役中损失了大量兵力，而且通往罗马城的道路已经被打开，使罗马本身面临被围攻的危险。在这种紧急形势下，元老院于前217年任命费边为独裁官（第2次任期）。
汉尼拔在特拉西梅诺湖战役之后并没有进军罗马，而是纵兵蹂躏意大利各地，以瓦解罗马对意大利的统治。他先是向东推进到亚得里亚海沿岸，稍事休整后即向南前往普利亚，并将路过的地区洗劫一空。费边也率领4个军团前往普利亚，并在阿尔皮附近追上了汉尼拔。但他在追上汉尼拔之后却避免与其正面作战，而是让自己的军队与汉尼拔保持一段距离，同时伺机骚扰。这就是所谓费边战术。费边的策略是：汉尼拔的军队久经战阵，战斗力极强，其骑兵部分更是罗马根本不能抗衡的，因此与之决战并不划算，反而会加剧损失。但汉尼拔孤军深入，补给困难，而罗马在本土作战，兵员和粮草都易于补充，从长远看优势在罗马一方。所以只要拖住迦太基军，保存己方实力，并注意援助同盟城市，避免其倒向汉尼拔，则我方越来越强，敌方越来越弱，最终必能获胜。在这种策略的指导下，费边率军尾随汉尼拔，但却避免与之发生接触。汉尼拔因之受到了很大牵制，由于始终面临费边的大量军队的威胁，他难于分出兵力去洗劫意大利城市，而那正是他想做的。汉尼拔显然也理解了费边的策略，为了打破这种局面，他多次尝试引诱费边与其对决；但即使当他的军队在意大利最富有的坎帕尼亚地区破坏掠夺时，费边仍只是保持距离地尾随着，始终不与他进入决战。
費邊的战术在军事上是有用的，但在政治上却对他十分不利。纵容汉尼拔的结果是农村地区受到迦太基军严重破坏，因此这种策略必然导致农民的强烈不满。同时，汉尼拔在意大利境内来去自如，可能动摇各同盟城市对罗马的忠诚（这种忠诚往往建立在对罗马军事能力的敬畏之上）。元老院中也有许多反对费边的人。这些反对情绪日趋强烈，使费边的声望严重受损，人们讽刺他为“拖延者”（Cunctator）。
随着战争的持续，费边的消极战术在罗马越发不受欢迎。他在卡西利努姆战役（前217年）中的失误更是使自身面临困境。这次战役的背景如下：汉尼拔决定在冬天前离开被他破坏殆尽的坎帕尼亚，返回普利亚地区。为此他准备先攻克途中的卡西努姆，以补充给养。但他的向导听错了地名，把迦太基军带到了一个叫卡西利努姆的地方。该地四周都是山地，又多沼泽，极容易被围困。当汉尼拔进抵该地时，发现所有退路都已被费边的军队堵住：前面是由4000名罗马士兵把守的狭窄隘口，后面是费边亲自率领的罗马军主力。汉尼拔在这种困境之下想出一条妙计。他的军中带有许多牛只，于是他下令将火把绑在牛角上。入夜之后，汉尼拔下令熄灭其它灯火，只点燃牛身上的火把，然后把牛从费边军与隘口之间的山坡上赶出去。两边的罗马军看见山腰上火光冲天，不知道发生了什么事；把守隘口的军队以为汉尼拔要从山腰方向突围，于是冒失地冲了出去，把隘口空了出来。汉尼拔抓住机会占领隘口，然后全军从隘口撤退。当时费边在另一侧也看见了火光，但他怀疑这可能是汉尼拔的诡计，于是按兵不动；这种选择虽然谨慎，但却使罗马人在占尽优势的情况下被敌人安然逃走，丧失了一次可能的胜利。
汉尼拔离开坎帕尼亚的消息传到罗马后，费边的声望严重受挫，他的政敌公开指责他懦弱无能。汉尼拔进一步打击费边的名誉，他派军队攻击费边的地产，烧光附近的农舍和田地，单单留下费边的庄园，甚至还派士兵守卫它。这事被罗马人得知后造成了很恶劣的影响。元老院终于决定剥夺费边的军权。祭司们用举行宗教仪式的借口把他召回罗马，军队则交给骑兵长官马尔库斯·米努基乌斯·鲁弗斯指挥。米努基乌斯是费边的政敌之一，他激烈反对拖延战术。此时汉尼拔正屯兵普利亚地区的革罗尼乌姆。米努基乌斯趁敌军出城搜集粮草时发动了一次成功的偷袭，在这次战斗中他避开了迦太基骑兵，结果给敌军造成了巨大损失。消息传回罗马，米努基乌斯声望大增，公民大会特别通过决议让他与费边共同指挥军队。当费边返回军中后，米努基乌斯建议由两人轮流掌握军队的指挥权，但费边拒绝了，代之以将军队一分为二，两人各领其一。不久汉尼拔發动反攻（革罗尼乌姆战役），米努基乌斯所部遭到伏击，伤亡惨重，幸亏费边及时援救，才免于被迦太基军歼灭。这一战双方最终打成平手。战役结束后，米努基乌斯感于救命之恩，对费边心悦诚服，称呼他为“父亲”。
革罗尼乌姆战役之后费边的独裁官任期已满，军权被交还给当选的执政官卢基乌斯·埃米利乌斯·保卢斯与盖乌斯·特雷恩蒂乌斯·瓦罗。此时汉尼拔在意大利境内作战已久，各同盟城市和农民的忍耐已达极限。社会上的所有力量都主张尽快铲除汉尼拔，结束战争。在这种舆论支持下，保卢斯与瓦罗于前216年8月2日在坎尼附近与汉尼拔进行决战。罗马人最大程度地动员了军队（可能多达8~10万人），企图毕其功于一役；然而结果却是罗马军在兵力优势下被汉尼拔击败，而且大部分士兵被杀。坎尼战役给罗马带来的打击极为巨大，但汉尼拔在获胜后仍然没有冒险攻击罗马城，而是分兵南下，使意大利南部的城市纷纷投降，包括人口规模仅次于罗马的卡普亚。在这种绝望的局势中，罗马人终于认识到与汉尼拔进行决战是愚蠢的行为；他们再次想到了费边，于前215年选举他为执政官。费边当选后继续执行他的拖延战术，主要进攻那些背叛罗马的意大利城市，而避免与汉尼拔正面交锋。从这时起，“拖延者”从讽刺语变成了一个荣誉称号。前214年费边连任了执政官。
前209年费边再次当选为执政官（最后一任），进行了他一生中的最后一次重大战役。汉尼拔在意大利南端的他林敦建立了一个坚固的根据地（前212年），费边受命夺回这座城市。费边采用聲東擊西的佯攻策略，先派出一支他准备当成牺牲品的军队（多半由逃兵和违反军纪者构成）进攻他林敦附近的另一座迦太基控制下的城镇，然后趁汉尼拔前去援救时拿下了他林敦。城破后，居民遭受了可怕的洗劫和屠杀，多达3万人被卖为奴隶。费边在返回罗马时又获得了一次凯旋式。普卢塔克记载了一件趣事：有一个叫马尔库斯·李维乌斯的人在汉尼拔最初用计夺取他林敦时坚守阵地，并在其工事里一直坚持到费边把城市夺回。此人认为自己没有得到应有的奖赏，因而对费边十分嫉妒，甚至对元老院宣称攻克他林敦的功绩不应归于费边而应归于他。费边得知后揶揄道：“你说的对，要不是你把城市丢了，我怎么有机会去收复它呢？”

## 晚年
在前209年之后，费边没有担任过公职。他在元老院里拥有巨大的势力，是所谓保守派的代表。费边开始反对新冒头的少壮派，尤其是大西庇阿。这些年轻精英们认为反击的时刻已经到了，而大西庇阿确实已在西班牙取得了巨大成功。费边竭力压制西庇阿的影响，一部分是出于他对汉尼拔（此时仍在意大利境内）的畏惧和天生的谨慎，一部分是出于对西庇阿这颗政治新星的疑慮。不过，他终于没能阻止西庇阿进军非洲。正是西庇阿最后于扎马战役中决定性地击败了汉尼拔。费边没有看到这次胜利，他大约在汉尼拔返回非洲的同时去世。
費邊在世时以其卓越的演说术著称，不过他的演讲在普卢塔克的时代就已仅存一篇，即其子小费边在执政官任上去世时他对公众发表的一篇颂词。

## 资料来源
- 苏联历史百科全书·人物卷，1961~1973
- 外国历史名人传，中国社会科学出版社，书号：11114·4
- 希腊罗马名人传，普卢塔克，中文版上册，商务印书馆，ISBN 7-100-00753-4
- 在线大英百科全书，费边 （页面存档备份，存于）

| 前任： 卢基乌斯·波斯图米乌斯·阿尔比努斯 & 斯普里乌斯·卡尔维利乌斯·马克西姆斯·鲁加 | 罗马执政官 前233年 与马尼乌斯·庞波尼乌斯·马托共职                | 繼任： 马尔库斯·埃米利乌斯·雷必达 & 马尔库斯·普布利基乌斯·马尔雷奥鲁斯 |
| 前任： 卢基乌斯·波斯图米乌斯·阿尔比努斯 & 格奈乌斯·弗尔维乌斯·凯恩图马鲁斯        | 罗马执政官 前228年 与斯普里乌斯·卡尔维利乌斯·马克西穆斯·鲁加共职 | 繼任： 马尔库斯·阿蒂利乌斯·雷古鲁斯 & 普布利乌斯·瓦莱里乌斯·弗拉库斯   |
| 前任： 马尔库斯·克劳狄·马尔凯鲁斯 & 提贝里乌斯·塞姆普罗尼乌斯·格拉古              | 罗马执政官 前215年 与提贝里乌斯·塞姆普罗尼乌斯·格拉古共职        | 繼任： 连任 & 马尔库斯·克劳狄·马尔凯鲁斯                               |
| 前任： 续任 & 提贝里乌斯·塞姆普罗尼乌斯·格拉古                                    | 罗马执政官 前214年 与马尔库斯·克劳狄·马尔凯鲁斯共职              | 繼任： 提贝里乌斯·塞姆普罗尼乌斯·格拉古 & 昆图斯·费边·马克西姆斯       |
| 前任： 马尔库斯·克劳狄·马尔凯鲁斯 & 马尔库斯·瓦莱里乌斯·拉埃维努斯                | 罗马执政官 前209年 与昆图斯·弗尔维乌斯·弗拉库斯共职              | 繼任： 马尔库斯·克劳狄·马尔凯鲁斯 & 提图斯·昆克蒂乌斯·克里斯皮努斯     |